# Бажинов, Виктор Иванович
Ви́ктор Ива́нович Ба́жинов (19 ноября 1925, Заонежье, Автономная Карельская ССР, РСФСР — 20 августа 2009, Санкт-Петербург) — советский и российский скульптор, поэт. Лауреат Государственной премии РСФСР имени И. Е. Репина (1978), заслуженный художник Российской Федерации (1995). Член Ленинградского отделения Союза художников РСФСР (1966). Участник Великой Отечественной войны.

## Биография
Детство провёл в деревне Шалово Лужского района Ленинградской области. В годы Великой Отечественной войны воевал в составе 11-й Волховской партизанской бригады, затем — в частях Красной Армии. Демобилизован в 1949 году.
Учился в 1-м ленинградском художественном училище (1950—1955). Окончил факультет скульптуры ЛИЖСА имени И. Е. Репина АХ СССР (1955—1961) по мастерской профессора М. А. Керзина с присвоением квалификации художника-скульптора. Дипломная работа «С поля». По окончании института в течение пяти лет совершенствовал мастерство в творческой мастерской Народного художника СССР Н. В. Томского.
Участник художественных выставок с 1961 года. Военная тематика нашла глубокое воплощение в творчестве скульптора, его стихах. Как поэт, выпустил несколько поэтических сборников, в том числе сборник стихов о войне «Нет, не о славе…» (1975).
Умер 20 августа 2009 года. Похоронен в Санкт-Петербурге на Волковском кладбище.

### Творчество
Работал в станковой (портрет, сюжетно-тематическая композиция) и монументальной скульптуре в различных материалах (камень, бронза, дерево, майолика, гипс), любил лепить лошадей, что послужило созданию конных памятников «В. И. Чапаев» (1963), «Г. К. Жуков» (1992). Произведения: «Портрет друга» (1950), «Ивушка» (1961), «Оленька» (1961), «Фенечка» (1962), «С горы» (1962), «Подруги» (1963), «Строитель» (1963), «Бабушкины сказки» (1964), «Горе незабытое» (1964), «Лужский рубеж» (1975), «За водой» (1980-е), «Мясной Бор. (Из окружения)» (1985) и др.
В составе творческой группы (С. А. Кубасов, В. Э. Горевой, В. И. Неймарк; арх. В. В. Бухаев) участвовал в создании мемориального комплекса «Партизанская слава» под Лугой (1975).
Произведения В. И. Бажинова хранятся в ГРМ, Государственном мемориальном музее обороны и блокады Ленинграда, Чувашском государственном художественном музее, Музее Великой Отечественной войны 1941—1945 гг. (Москва), Музее вековой истории «Калгановского» конного завода (Ленинградская обл.) и др.
В 2007 году значительная часть произведений скульптора была похищена неизвестными из его мастерской в Санкт-Петербурге.

### Педагогическая деятельность
В 1961—1964 годах — преподаватель скульптуры художественно-графического факультета Чувашского государственного педагогического института имени И. Я. Яковлева (ныне — университет).
С 1964 года преподавал скульптуру в Ленинградской средней художественной школе при ЛИЖСА имени И. Е. Репина.

## Награды и премии
- орден Отечественной войны II степени (6.11.1985)
- медали
- Государственная премия РСФСР в области архитектуры (1978) — за архитектурно-скульптурный комплекс «Партизанская слава» близ города Луги Ленинградской области
- заслуженный художник РФ (1995)